# Agrotis monedula
Agrotis monedula là một loài bướm đêm trong họ Noctuidae.